# دهستان دیزجرود غربی
دهستان دیزجرود غربی یکی از دهستان‌های استان آذربایجان شرقی است که در بخش مرکزی شهرستان عجب‌شیر واقع شده‌است.